# Valiant Comics

Logotipo da Valiant Comics lançado em 2012.

Valiant Entertainment, Inc., comumente conhecida como Valiant Comics, é uma empresa americana de quadrinhos, que também produz conteúdo relacionado ao Valiant Universe de super-heróis.
A empresa foi fundada em 1989 por Jim Shooter ex-editor-chefe da Marvel Comics e pelo escritor/impressor/editor Bob Layton, juntamente com outros. Em 1994, após um período de tremendo crescimento, o investidor de capital de risco Triumph vendeu a empresa para a desenvolvedora de videogames Acclaim Entertainment. Além de publicar quadrinhos, a Acclaim produziu Turok: Dinosaur Hunter, Shadow Man e outros jogos apresentando os personagens do Valiant Universe. Em 2004, após sérios atrasos em sua divisão de jogos esportivos, a Acclaim Entertainment fechou e encerrou todas as atividades, incluindo aquelas envolvendo a Valiant.
A empresa foi reaberta em 2005 como Valiant Entertainment pelos empresários Dinesh Shamdasani e Jason Kothari. Em 2011, depois de contratar vários executivos da Marvel Comics e Wizard Entertainment, o ex-CEO e vice-presidente da Marvel Peter Cuneo foi nomeado presidente da Valiant e um investidor da empresa. A Valiant Entertainment lançou oficialmente sua divisão de publicação como parte de uma iniciativa chamada de "Summer of Valiant".
Alguns dos envolvidos mais conhecidos são o empresário Ron Perelman, o desenhista Barry Windsor-Smith, o escritor Robert Venditti, Cullen Bunn, Paul Levitz e Julie Murphy.

## Universo Valiant
Em 2015 a chinesa DMG Entertainment anunciou que criaria um "Universo Cinematográfico" para a Valiant similar a Marvel e DC adaptando titulos como X-O Manowar e outros.
Em 2017 Dave Bautista confirmou que estava em conversas para atuar uma adaptação de Eternal Warrior mas negou que seria começando em um filme solo, o personagem poderia estar no projeto de Archer & Armstrong, o diretor Ruben Fleischer de Zumbilândia e Venom ja estaria confirmado com o roteirista Terry Rossio.
Em 2017 foi anunciado que Reginald Hudlin dirigiria a adaptação de Shadow Man com o roteiro de Adam Simon de Salem.
Em 2018 a Sony adaptaria Bloodshot estrelando Vin Diesel, com roteiro de Eric Heisserer e Jeff Wadlow.
Em 2019 a Paramount Pictures comprou os direitos de Harbinger, o produtor de Sonic - O Filme Neal H. Moritz assumiria o projeto com o argumento de Eric Heisserer e Justin Tipping na Direção.
Em 2020 John Cena postou nas redes sociais que estava interessado na adaptação de X-O Manowar, levando rumores de que estaria no filme.
A "Fase 1" dessa nova franquia ainda desenvolveria o arco Harbinger Wars e contaria com um filme solo para Faith Herbert com roteiro de Maria Melnik de Escape Room.